# Фіністер

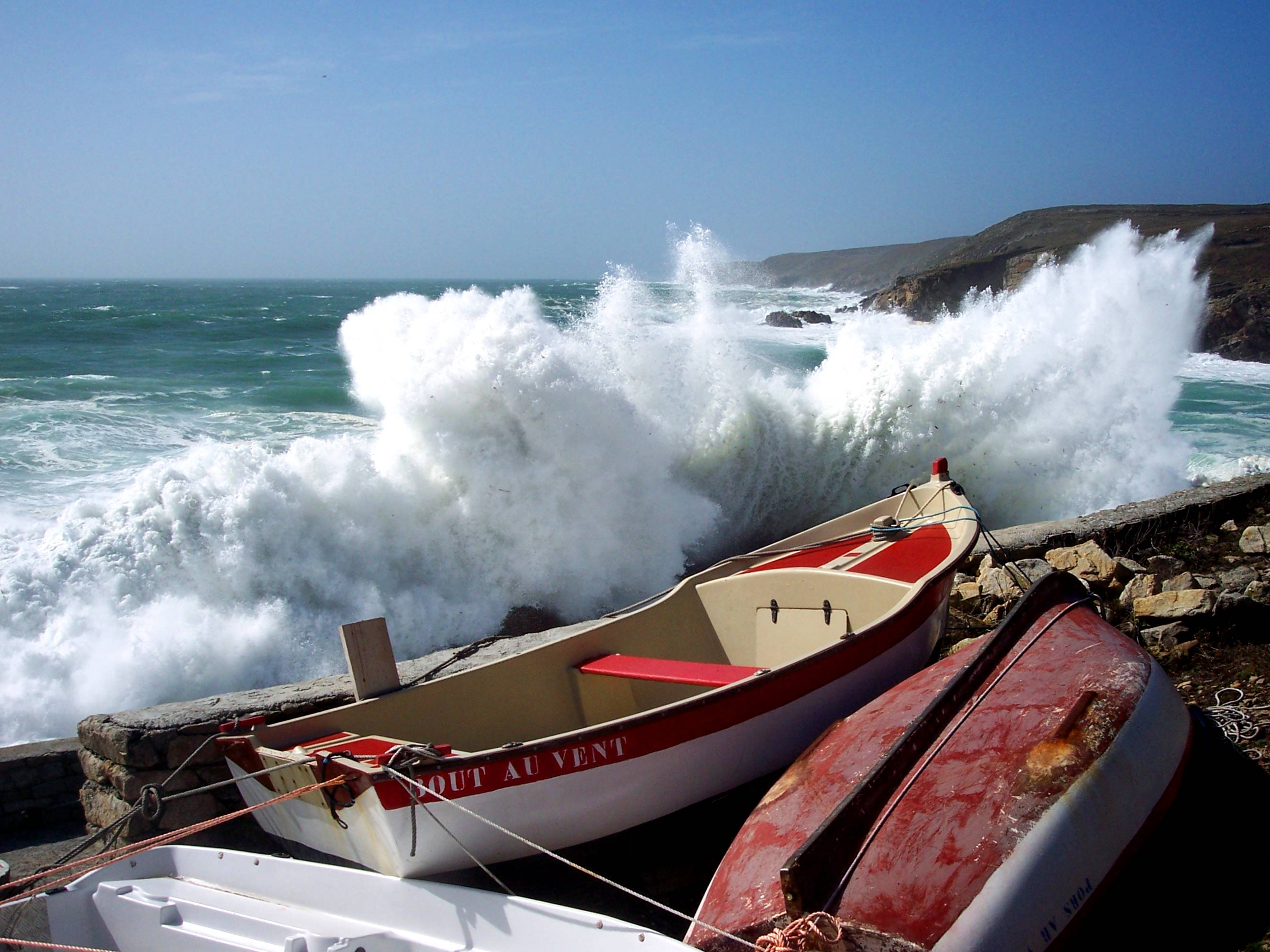
Шторм у гавані Pors-Loubous, комуна Плогоф.

Фіністе́р (фр. Finistère, бретон. Penn-ar-Bed) — департамент на заході Франції, один з департаментів регіону Бретань. Порядковий номер 29.
Адміністративний центр — Кемпер. Населення 883 тис. чоловік (дані 2006 р.).

## Географія
Площа території 6733 км². Департамент охоплює 5 округів, 54 кантони і 283 комуни.

## Історія
Фіністер був одним з перших департаментів, утворених під час Великої французької революції в березні 1790 р. Виник на території колишньої провінції Бретань. Назва буквально означає «кінець землі» (лат. Finis Terræ).